# 重庆仙女山机场
重庆仙女山机场，是一个位于中國重庆市武隆区仙女山街道已投入使用的民用机场。

## 历史
重庆仙女山机场于2016年9月23日奠基，2020年12月18日正式通航。项目总投资约16.36亿元，将按照前期规划，建设长度约2800米、宽45米的跑道，主要机型为波音737、空中客车A319等高原机型，还可承担直升机、小型救灾飞机的起降。机场建成后，预计将开通直达北京、广州、贵阳、长沙、上海、深圳、南京等主要城市的航线；构建张家界—武隆—九寨沟—丽江—昆明的自然遗产、文化遗产环飞航线，坐飞机去张家界只要50分钟，去九寨沟60分钟，去云南只需80分钟。近期规划2020年旅客吞吐量达40万人次，年起降架次4100架次；远期规划2040年旅客吞吐量达160万人次，年起降架次16200架次。
预计2025年仙女山机场旅客吞吐量将达60万人次，货邮吞吐量达1500吨/年。

## 航空公司与航点
2025年夏秋航季（3月30日至10月25日）
| 航空公司           | 目的地          |
| ------------------ | --------------- |
| 中国南方航空（CZ） | 北京/大兴、广州 |
| 西部航空（PN）     | 南京            |